# Wilfried De Vlieghere
Wilfried De Vlieghere (Veldegem, 19 februari 1941) is een voormalig Belgisch volksvertegenwoordiger, en een boeddhistische schrijver.

## Levensloop
De Vlieghere was in 1981 medestichter van de groene partij Agalev. In 1985 lag hij mee aan de basis van het economisch programma van Mechelen en werd hij verkozen in het uitvoerend comité van de partij. In december 1987 werd hij verkozen tot lid van de Kamer van volksvertegenwoordigers voor het arrondissement Brussel. Hij vervulde dit mandaat tot in mei 1995. In de periode februari 1988-mei 1995 had hij als gevolg van het toen bestaande dubbelmandaat ook zitting in de Vlaamse Raad. De Vlaamse Raad was vanaf 21 oktober 1980 de opvolger van de Cultuurraad voor de Nederlandse Cultuurgemeenschap, die op 7 december 1971 werd geïnstalleerd, en was de voorloper van het huidige Vlaams Parlement.  
Tot zijn 25ste was hij monnik bij de benedictijnen. Hij ging daarna filosofie studeren, werd beroepshalve conjunctuuranalist en militeerde in de periode van mei 68 bij de trotskisten.
In 1988 kwam hij in contact met de boeddhistische beweging Triratna. In 1996 richtte hij een boeddhistisch retraitecentrum in Gent op. Hij beijvert zich voornamelijk voor het omzetten van de visie van de Boeddha in uitdrukkingen die aansluiten bij de westerse cultuur. Hij draagt de boeddhistische naam Dhammaketu.

## Publicaties
- Wilfried De Vlieghere, De Aarde bewaren, EPO, 1990.
- Dhammaketu, Boeddha NU, 2012.
- Dhammaketu, Homo sapiens in boeddhistisch perspectief, Asoka, 2019.